# Henry Wilson
Henry Wilson (16. februar 1812 – 22. november 1875) var en amerikansk senator fra Massachusetts og den 18. vicepræsident i USA. 
Wilsons blev født Jeremiah Jones Colbath i Farmington, New Hampshire. Familien på 12 kunne ikke forsørge sig selv, og han blev adopteret bort til en mand med efternavnet Wilson. I 1833 ændrede han også sit eget navn til Henry Wilson. Samme år flyttede han til Massachusetts og begyndte at arbejde som skomager. 
I 1841 engagerede han sig i lokalpolitikken, og fra 1848 til 1851 var han ejer og redaktør af avisen Boston Republican. Wilson stillede til kongresvalg i 1852, men der skulle gå tre år før han blev indvalgt, da som senator fra Massachusetts. Han blev genvalgt tre gange, og sad til han i 1873 blev vicepræsident. 
Wilson sad som vicepræsident frem til han døde i 1875. 
Wilson engagerende sig stærkt i kampen mod slaveejernes magt, og skrev flere bøger, blandt andet: History of the Anti-Slavery Measures of the Thirty-seventh and Thirty-eighth Congresses, 1861-64 (1864); History of the Reconstruction Measures of the Thirty-ninth and Fortieth Congresses, 1865-68 (1868); og den meget værdifulde History of the Rise and Fall of the Slave Power in America, (tre bind, 1872-77). Osgood and Co., 1873-77)